# 帚尾蟲屬
遺忘帚尾蟲是帚尾蟲屬的唯一物種，屬於節肢動物門。該物種生活在寒武紀苗岭世的加拿大伯吉斯页岩。

## 發現
帚尾蟲的化石來自加拿大西北地區英屬哥倫比亞南部斯蒂芬组（Stephen Formation）的伯吉斯頁岩（Burgess Shale），其化石發現處約在瓦普塔山（Wapta Mountain）和費爾德山（Mount Field）之間。此物種總共九件標本，包括兩對正反標本，總計來自七隻個體殘骸。目前發現的化石存放在美國華盛頓史密森尼學會（Smithsonian Institution）美國國立自然史博物館（National Museum of Natural History）。

## 命名
帚尾蟲屬的屬名－Sarotrocercus，開頭為希臘文的「sarotes」，意思為清掃者，「kerkops」，意為長尾猴，意指其尾部羽毛狀的外觀。原本哈里·布萊克莫爾·惠廷頓（Harry Blackmore Whittington）命名的種小名「oblita 」後經修改「oblitus」。「oblita 」為拉丁語的遺忘之意，可能是指該物種的標本被誤認為另一個物種。在某些日文書籍中，學名曾被誤記為「Sarotorocercus」。

## 型態
帚尾蟲身長約8毫米至11毫米（不包含尾部）。
頭甲大致呈長方形，寬度略大於長度，寬約4.9毫米、長約4.3毫米。其前緣圓弧，後緣筆直，表面光滑。腹側有一塊口下板（hypostome）。從腹側延伸並與眼柄（eyestalk）相連一對球形複眼，向前外側突出，長1.2至1.5毫米，寬0.7至0.8毫米。眼睛後方還有兩對分支且尺寸相同的前附肢，稱作。